# Giuseppe Torti
Giuseppe Torti, né le 1er février 1928 à Ronco sopra Ascona et mort le 14 mars 2005 à Bellinzone est un prêtre suisse, évêque catholique du diocèse de Lugano de 1995 à 2003.

## Biographie
Né le 1er février 1928 à Ronco sopra Ascona, Giuseppe Torti fait ses études à Lugano au lycée puis au séminaire Saint-Charles. Il est ordonné prêtre le 7 juin 1952. Il exerce ensuite son ministère autour de Bellinzone, et a responsabilités diocésaines, notamment celle de doyen et de juge ecclésiastique. Il est nommé vicaire général en 1991.
À la suite du décès de l'évêque Eugenio Corecco, il est l'administrateur apostolique du diocèse, puis en est nommé l'évêque le 9 juin 1995. Il est ordonné le 10 septembre 1995 par Gilberto Agustoni, cardinal tessinois, préfet du Tribunal suprême de la Signature apostolique.
Le 6 janvier 2003, il annonce l'acceptation de sa démission pour raison d'âge, mais reste en poste jusqu'à l'entrée en fonction de son successeur.
Il décède le 14 mars 2005 à Bellinzone, des suites d'une longue maladie. Au sein du diocèse, il était connu comme un « pasteur bon, humble et généreux » et « apprécié ».
Ses funérailles sont célébrées par son successeur, Pier Giacomo Grampa, le 16 mars 2003.